# Robin Nilsson
Robin André Nilsson (Tomelilla, 15 settembre 1988) è un calciatore svedese, centrocampista dell'Ängelholm.

## Carriera

### Club
All'età di 16 anni entra nel settore giovanile del Malmö FF, poi entra in prima squadra con cui fa le prime presenze in Allsvenskan. Tra il 2008 e il 2009 ha avuto un paio di parentesi in prestito, rispettivamente all'IFK Malmö in Division 1 e all'Ängelholm in Superettan.
Sarà proprio l'Ängelholm a firmarlo a titolo definitivo nel 2010, squadra in cui rimarrà fino al termine della stagione 2013. Nel frattempo, durante la prima parte della stagione 2013, era stato girato in prestito in Danimarca al Lyngby.
A partire dal campionato 2014 milita in Allsvenskan nel Gefle, formazione in cerca di un sostituto dopo la partenza di Alexander Faltsetas. Il 29 maggio 2015, alla sua 54ª presenza nel massimo campionato svedese, segna la prima rete in Allsvenskan nel 2-0 casalingo sull'Häcken.
Una volta scaduto il contratto, a partire dal 2017 scende nel campionato di Superettan per giocare con il Trelleborg.

### Nazionale
Tra il 2006 e il 2007 ha collezionato 6 presenze con la Svezia Under-19.